# Lophoturus guineensis
Lophoturus guineensis är en mångfotingart som först beskrevs av Filippo Silvestri 1948.  Lophoturus guineensis ingår i släktet Lophoturus och familjen Lophoproctidae. Inga underarter finns listade i Catalogue of Life.